# Baie de la Désolation
Pour les articles homonymes, voir Désolation.
La baie de la Désolation est une baie située au nord-ouest de la Grande Terre des îles Kerguelen dans les Terres australes et antarctiques françaises (TAAF).

## Géographie

### Situation
La baie de la Désolation est située sur la côte nord-ouest de la péninsule Loranchet, face à l'île Clugny (à 8 km au large), et constituée par les « culots » des différentes presqu'îles de la péninsule. Très étendue, elle mesure 16,5 km de longueur du nord (cap Coupé) au sud (cap de l'Aiguillon) pour environ 57,8 km2 de superficie totale. Faisant face à des montagnes abruptes et dépourvue de littoral ou de plage, elle est dominée au nord par un sommet non nommé (502 m), au centre par le mont de la Selle (598 m) et au sud par le mont Lacroix (737 m).
Elle présente deux anses principales, l'anse des Gabiers et l'anse du Dessinateur, mais ne permet pas le mouillage en raison de son exposition aux forts vents et courants dominants.

### Toponymie
La baie doit son nom – attribué en 1967 par la commission de toponymie des îles Kerguelen – à l'ancien nom de Désolation, tombé en désuétude, donné aux îles Kerguelen par James Cook en 1784. De par sa localisation, il rappelle également que la deuxième approche de l'archipel par Yves de Kerguelen en 1773 s'est faite vers ce secteur nord.